# Boston Open 2007
Die Boston Open 2007 im Badminton fanden in Cambridge statt.

## Sieger und Platzierte
| Disziplin    | Gold                               | Silber                          | Bronze                              |
| ------------ | ---------------------------------- | ------------------------------- | ----------------------------------- |
| Herreneinzel | Mike Beres                         | Raju Rai                        | Kiran Kumar                         |
| Herreneinzel | Mike Beres                         | Raju Rai                        | Piotr Mazur                         |
| Dameneinzel  | Lee Joo Hyun                       | Mona Santoso                    | Lili Zhou                           |
| Dameneinzel  | Lee Joo Hyun                       | Mona Santoso                    | Krisztina Ádám                      |
| Herrendoppel | Halim Haryanto Khankham Malaythong | Vincent Lobo Anil Nair          | Sameera Gunatileka Vincent Nguy     |
| Herrendoppel | Halim Haryanto Khankham Malaythong | Vincent Lobo Anil Nair          | Daniel Gouw Chandra Kowi            |
| Damendoppel  | Angeline de Pauw Mona Santoso      | Lee Joo Hyun Grace Peng Yun     | Jennifer Coleman Melinda Keszthelyi |
| Damendoppel  | Angeline de Pauw Mona Santoso      | Lee Joo Hyun Grace Peng Yun     | Valérie Loker Humaina Razi          |
| Mixed        | Chandra Kowi Mona Santoso          | Halim Haryanto Angeline de Pauw | Nicholas Jinadasa Lee Joo Hyun      |
| Mixed        | Chandra Kowi Mona Santoso          | Halim Haryanto Angeline de Pauw | Daniel Gouw Grace Peng Yun          |